# Union 03 Altona
Union 03 Altona (offiziell SC Union von 1903) ist ein deutscher Sportverein aus der bis 1938 selbständigen Stadt Altona, heute ein Teil Hamburgs. Insbesondere seine Fußballer haben ihm in der Zwischenkriegszeit überregional zu einem guten Namen verholfen, traten nahezu durchgehend in der jeweils höchsten Spielklasse an und stellten zahlreiche norddeutsche Auswahlspieler. Um 1970 waren es die Handballerinnen des Klubs, die als SC Union 03 Hamburg zweimal die deutsche Meisterschaft gewannen und aus deren Reihen etliche Spielerinnen zu internationalen Einsätzen kamen.

## Überblick
Gegründet wurde der zunächst reine Fußballclub unter dem Namen FC Union von 1903 Altona am 7. Juni 1903 von 36 Schülern und Lehrlingen, die zuvor in „wilden“, d. h. keinem Verband zugehörigen Mannschaften ihrem Hobby nachgegangen waren. Auf Eimsbütteler Gebiet, später in Langenfelde richtete der neue Verein seine ersten Plätze her, bevor er 1911 ein Gelände auf Altonaer Gebiet pachten und dort ab 1913 spielen konnte (s. u.: Spielstätten). Als Vereinsfarben wurden Schwarz und Weiß gewählt. 1905 trat er dem Hamburg-Altonaer Fußball-Bund bei. Es folgte eine für die „Kinderjahre der englischen Fußlümmelei“ kennzeichnende Begebenheit: die Mannschaft musste vorspielen, wurde offenbar für gut befunden und sofort in die höchste Liga, die A-Klasse, eingestuft. 1932 wurde aus dem Fußball- der Sportclub Union 03 Altona; nach Erlass des Groß-Hamburg-Gesetzes (1937) wurde er in SC Union 03 Hamburg umbenannt. Anfang 1923 spaltete sich eine Gruppe von Mitgliedern ab und gründete den SV West-Eimsbüttel. 1925 entstand die nach dem Zweiten Weltkrieg sehr erfolgreiche Handballabteilung. 1929 ging der benachbarte Stellinger SV im SC Union auf.
Über das Vereinsleben während des Dritten Reiches neben dem rein Sportlichen ist wenig in Erfahrung zu bringen. Ob Union jüdische Vereinsmitglieder hatte, wie er mit der DFB-Stellungnahme von April 1933 umgegangen war, wonach Juden in führenden Stellungen der Vereine nicht mehr tragbar seien, und ob es eine „vorauseilende Gleichschaltung“ gab, ist nicht bekannt, aber zumindest hinsichtlich der ersten Frage angesichts der seinerzeit großen jüdischen Gemeinde Altonas doch wahrscheinlich. Denn etwa 12 % von ihnen trieben organisiert Sport, und nur eine Minderheit davon in einem Verein der jüdischen Bewegung wie Makkabi oder Bar Kochba.
Unions Festschrift aus dem Jahr 2003 blendet diese Zeit – wie es im Sport bei Klubs und Verbänden lange Zeit üblich war – weitgehend aus. Lediglich die Kriegsauswirkungen („dieses Inferno der Weltgeschichte“), insbesondere die Zerstörungen durch die Bombardements der Stadt („eilte der Luftkrieg seinen entsetzlichen Höhepunkten zu“), finden darin Erwähnung. Das entsprechende Kapitel endet mit den Worten: „Eine schaurige Bilanz hat das von Deutschland ausgegangene Völkermorden hinterlassen“; betrauert werden „die rund 100 Kameraden, die in fremder Erde liegen“.
Unions erste Fußballelf gehörte von 1905 bis 1936 und noch einmal von 1945 bis 1947 der jeweils höchsten deutschen Spielklasse an. Mit Einführung der Fußball-Oberliga Nord, für die der Verein sich nicht qualifizieren konnte, endete die Erstklassigkeit der Altonaer; bis 1963 waren sie noch in der zweiten Liga vertreten (siehe unten). Ihre erfolgreichste Zeit hatten die Fußballer des Klubs während der Weimarer Republik: in diesen Jahren standen sie neunmal in der Endrunde um die norddeutsche Meisterschaft.
Während es in den 1920er Jahren noch rund 2.000 Unioner gab, hat der Verein aktuell nur noch etwa 400 Mitglieder; auch deshalb kam es 2005 zu Fusionsverhandlungen mit dem Altonaer FC von 1893, die allerdings scheiterten. In der Saison 2012/13 spielte der Verein nur noch in der neunthöchsten Liga, der Kreisklasse (Staffel 6), konnte aber durch den zweiten Platz in der Abschlusstabelle den direkten Wiederaufstieg in die Kreisliga perfekt machen.

## Fußballer

### Spielstätten

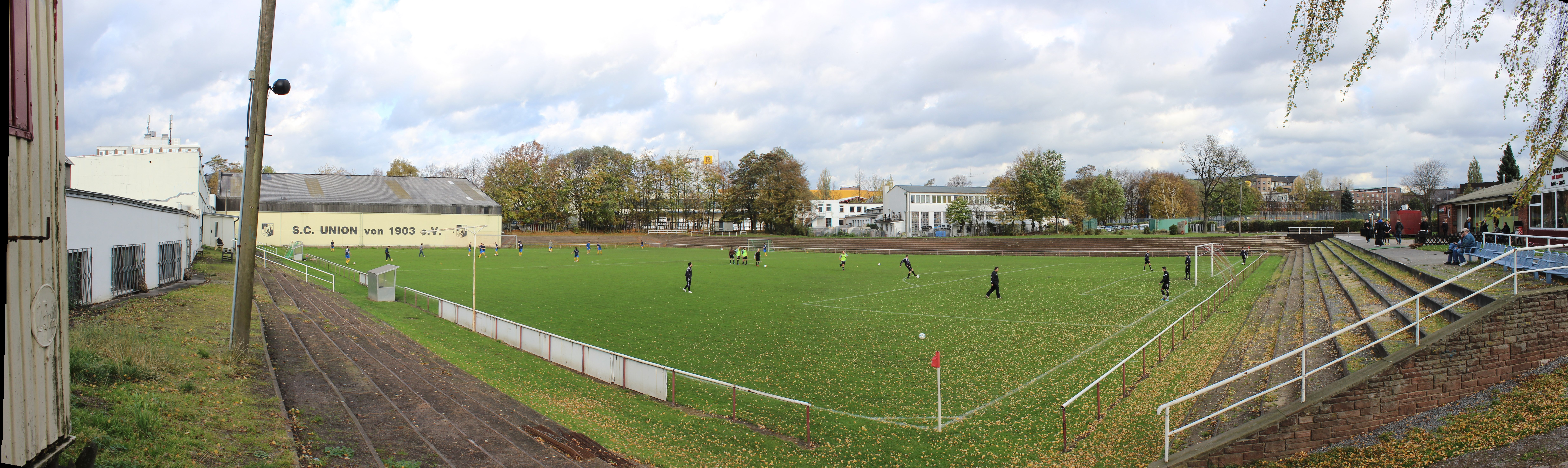
Rudolf-Barth-Stadion, 2013

In den Anfangsjahren spielten die Unioner, schon damals wortspielerisch auch als „Jonier“ bezeichnet, zuerst auf einem Platz im Grenzgebiet nahe Altona im hamburgischen Eimsbüttel. 1909 zog man um nach Langenfelde (damals im Kreis Pinneberg, ab 1927 Altonaer Stadtteil), und 1913 konnte die vereinseigene Spielstätte neben dem damaligen Kaltenkirchener Bahnhof der AKN am Kreuzweg (heute: Stresemannstraße in Altona-Nord) bezogen werden, bis das traditionsreiche Gelände Anfang der 1960er dem Neubau des Paketpostamts am Kaltenkircher Platz weichen musste. Das Stadion bot nach dem Ersten Weltkrieg etwa 25.000, nach 1945 noch rund 10.000 Besuchern Platz. Es besaß eine überdachte Tribüne, die bei den Luftangriffen 1943 komplett zerstört wurde, dabei ging auch das Vereinsarchiv verloren. Insbesondere bei Lokalderbys gegen Altona 93 war die Kapazität weitgehend ausgeschöpft, ebenso bei einigen internationalen Freundschaftsspielen (siehe unten). Die Zeitschrift Turnen Sport und Spiel formulierte 1925: „Ein Treffen Altona-Union gehört schon aus Tradition zu den zugkräftigsten Ereignissen Groß-Hamburgs.“ Selbst in der Zweitklassigkeit während der 1950er machten sich gelegentlich noch 5.000 Zuschauer zum Kreuzweg auf.
Seither hat Union seine Anlage wenige hundert Meter nördlich davon an der Waidmannstraße (Rudolf-Barth-Stadion); in den Saisons 2006/07 bis 2008/09 trug auch die zweite Mannschaft des FC St. Pauli dort ihre Oberligabegegnungen aus. Seit deren Aufstieg in die Regionalliga (Saison 2011/12) ist dies allerdings nicht mehr möglich, da das Stadion die DFB-Kriterien nicht erfüllt.

### Bekannte ehemalige Spieler
Aus diesem Verein ging mit dem Sturmass Adolf Jäger ein späterer deutscher Nationalspieler hervor, der 1907 zum Lokalrivalen Altona 93 wechselte. Der erste Unioner, der repräsentativ für Norddeutschland spielte, war im November 1910 Gustav Kullmann. Ebenfalls schon vor dem Ersten Weltkrieg wurde Torhüter Walter Gamerdinger, unmittelbar danach auch Mittelläufer „Ache“ Mahncke in die norddeutsche Auswahl berufen – Mahncke insgesamt in 22 Repräsentativspielen –, die 1911, 1914 und 1917 den Kronprinzenpokal sowie 1919 und 1925 den in Bundespokal umbenannten Wettbewerb gewann. Gamerdinger wurde übrigens 1919 anlässlich seines Vereinswechsels zu Altona 93 als einer der ersten Spieler vom Verband wegen unerlaubter Vorteilsannahme mit einer langen Spielsperre belegt. In der Spielzeit 1920/21 trugen die späteren HSVer und Nationalspieler „Ali“ Beier und Karl Politz den schwarz-weißen Vereinsdress; ebenfalls zum HSV wechselte 1920 Gustav Schmerbach. In den 1920ern stammten mit Mittelstürmer Gustav „Guschi“ Behn, den Brüdern Robert (Torwart) und Karl Croonen sowie Hans Rieper, Ernst Stahlbock und 1930 noch Walter Wahn weitere Nordauswahlspieler aus Unions Reihen. Im Tor stand Mitte der 1920er Jahre Charly Pohl. Bis 1933 hatten 19 Unioner insgesamt 75 Spiele in der NFV-Auswahl bestritten. In der Nordmark-Gauauswahl stand ab 1933 wiederholt Peter Thiele; außerdem fanden Ernst Timm und als letzter Unioner im Oktober 1935 Hunk darin Berücksichtigung. Kurt Stössel, der bis 1928 bei den Altonaern kickte, wurde während seiner anschließenden Zeit beim Dresdner SC zum Nationalspieler.
In den frühen Jahren der Weimarer Republik spielten mehrere Fußballer aus Ungarn, unter ihnen drei ehemalige Profis von Makkabi Brünn am Kreuzweg: 1922 kam Rechtsaußen József Künsztler, 1923 Torwart Elemér Müller und 1924 Halbstürmer Ferenc Hirzer. Trainer war über mehrere Jahre Gyula Kertész. Über Hirzer (1902–1957), Olympiateilnehmer 1924, 32-facher Nationalspieler für Ungarn und 1924/25 einmal auch in der norddeutschen Auswahl eingesetzt, urteilte die Presse: „Der ungarische Wunderknabe ist ein Fußball-Phänomen; so eines hatten wir noch nie in Hamburg.“ Der so Gepriesene blieb auch nur ein Jahr in Altona; 1925/26 schoss er Juventus Turin mit 34 Toren zum italienischen Meistertitel. Auch Künsztler spielte zweimal für Norddeutschland; Müller zog es nach seiner Zeit bei Union 03 gleichfalls durch Europa – Hakoah und First Vienna Wien sowie Olympique Marseille hießen seine Stationen.
Bis 1961 spielte Jürgen Weidlandt bei Union, der ab 1966 zwei Saisons für den Karlsruher SC in der Bundesliga bestritt. In jüngerer Zeit bekannt wurde der kroatische Internationale Ivan Klasnić, der als Schüler von 1984 bis 1992 an der Waidmannstraße mit dem Fußballsport begann, bevor er für den FC St. Pauli und Werder Bremen spielte. Auch Klaus-Peter Nemet, kurzzeitig Bundesligatrainer des FC St. Pauli, spielte während seiner aktiven Zeit in Schwarz-Weiß.

### Eine feste Größe während der Weimarer Jahre

#### Teilnahme an den norddeutschen Meisterschaften
Union 03 spielte bereits zwei Jahre nach seiner Gründung in der höchsten Hamburger Spielklasse und gehörte 1913/14 zu den zehn Gründungsmitgliedern der Verbandsliga Nord. Dort maß man sich mit Vereinen wie Hannover 96 und Eintracht Braunschweig erstmals auf überregionaler Bühne. Der Ausbruch des Ersten Weltkriegs verhinderte die Fortsetzung dieses überregionalen Ligabetriebs. 1919 stand Union 03 in der Endrunde um die norddeutsche Fußballmeisterschaft, schied im Viertelfinale jedoch durch ein 2:3 beim Kieler SV Holstein aus.
In der Spielzeit 1920/21 wurde erstmals nach 1914 wieder eine norddeutsche Liga (in zwei Staffeln) durchgeführt; in der Nordkreis-Gruppe, gebildet aus den Vereinen aus Schleswig-Holstein (zu dem Altona zwar politisch, aber nicht verbandsmäßig gehörte) und Hamburg, belegte Union hinter HSV, Holstein Kiel und Altona 93 den vierten Platz. 1923 und 1924 wurde Union 03 jeweils Meister von Altona-Hamburg und qualifizierte sich für die Teilnahme an der Endrunde der norddeutschen Meisterschaft. 1923 kam Union nach Siegen über den Lübecker BV (5:1) und Arminia Hannover (4:3 n. V.) bis ins Halbfinale, unterlag darin dann Holstein Kiel mit 1:5 und wurde somit norddeutscher Dritter. Dieser Endrunde war ein kleiner Skandal vorangegangen: eigentlich sollten der HSV und Union ein Endspiel um die Hamburger Meisterschaft austragen, zu dem die Mannschaft vom Rotherbaum jedoch nicht antrat, weil sie lieber auf eine lukrative Freundschaftsspielreise gehen wollte. Der Hamburger Verband erklärte daraufhin Union 03 zum Meister, doch der verzichtete auf diesen Titel – schenken lassen wollten sich die Altonaer von den Hamburgern nichts.
1924 qualifizierte Altona sich durch ein 4:3 über Rasensport Harburg für die Punkterunde, in der in jenem Jahr der Nordmeister ermittelt wurde; nach zwei Unentschieden (gegen Holstein Kiel und den Hamburger SV) sowie je einem Sieg (3:1 gegen Komet Bremen) und einer Niederlage (1:4 gegen Eintracht Braunschweig) wurde Union 03 erneut drittbester norddeutscher Klub.
1928 scheiterte Union 03, das als Drittplatzierter des Hamburg-Altonaer Verbands an der zahlenmäßig erweiterten Endrunde teilnehmen durfte, in der Qualifikationsrunde an Hannover 96 (0:2), wurde dann aber Sieger der Trostrunde der Qualifikationsverlierer und erhielt in einem Entscheidungsspiel die Chance, als zweiter Nordvertreter an der Endrunde zur deutschen Meisterschaft teilzunehmen. Diese Begegnung verlor Union aber mit 2:3 nach Verlängerung gegen Holstein Kiel.
1929 wurde man in der „Liga der Zehn“ – ohne Genehmigung des Norddeutschen Verbands (siehe Fußball-Revolution) gebildet von zehn Vereinen, die eine Leistungskonzentration im norddeutschen Fußball anstrebten – Dritter hinter Hamburger SV und Holstein Kiel. Es wurde aber anschließend zusätzlich eine Meisterschaftsendrunde mit 16 Teilnehmern ausgetragen, die chaotisch verlief. Union gewann zunächst 3:0 gegen den VfB Peine, sollte dann in der Zwischenrunde gegen den HSV antreten; dagegen protestierte der Hamburg-Altonaer Verband, so dass es eine Neuansetzung der Spielpaarungen gab, in deren Folge Union gegen Arminia Hannover 2:3 unterlag. Anschließend erklärte das Sportgericht des norddeutschen Verbandes diese Neuansetzungen für satzungswidrig, so dass die ursprünglich geplanten Spiele doch durchgeführt werden mussten. Darin behielt der HSV gegen die „Nulldreier“ mit 3:1 die Oberhand.
1930 und 1931 war ebenfalls jeweils in der Zwischenrunde Endstation: 1930 verlor man nach einem 7:1 über den VfL Schwerin, wie im Jahr zuvor, 2:3 gegen Arminia Hannover; 1931 folgte einem 3:1 bei Eintracht Braunschweig ein 1:2 beim Bremer SV.
1932 und 1933 wurde die „Norddeutsche“ jeweils in vier Gruppen ausgetragen, deren Sieger ein Endturnier zur Meisterermittlung bestritten. Union 03 wurde 1932 in Gruppe 4 trotz Siegen über Hildesheim 07 und Phönix Lübeck nur Zweiter hinter Holstein Kiel. 1933 lautete das Endklassement in Gruppe 3 erneut Holstein Kiel vor Union 03 Altona; dahinter landeten Polizei Lübeck und Hannover 96.

#### Internationale Freundschaftsspiele
Nach Kriegsende und Auflösung der k.u.k. Monarchie verschlug es den Ungarn Gyula Kertész nach Altona, der bei Union 1921 ein regelmäßiges Training einführte – einen Übungsleiter leisteten sich in dieser Epoche nur die wenigsten deutschen Vereine, aber wenn, dann bevorzugt Briten oder eben Männer aus dem ehemaligen Österreich-Ungarn. Ende April 1924 gastierte der Spielertrainer von Makkabi Brünn, Gyula „Julius“ Feldmann, mit seiner Mannschaft bei Nulldrei, bevor es ihn zum Bremer SV weiterzog. Kertész, der später noch den SC Victoria und zwischen Januar 1931 und Sommer 1932 den HSV trainierte, organisierte zahlreiche weitere Freundschaftsspiele gegen große europäische Teams: 1922 spielte der MTK Budapest, sein früherer Verein, vor ausverkauftem Haus am Kreuzweg, und im selben Jahr reisten die preußischen Kicker auf einer „Europatournee“ nach Dresden, Prag, Wien und Budapest. Dabei bestritten sie in elf Tagen sieben Partien, u. a. gegen Viktoria Žižkov, Amateure, Hakoah und Sportclub in Wien, MTK und UTC in Budapest. Während gegen Žižkov 1:0 gewonnen wurde, unterlag man den Wiener Amateuren nach wenig überzeugenden Leistungen mit 1:3 und Hakoah mit 0:2: „Die gänzlich ausgepumpten Gäste, die in fünf Tagen ihr viertes Spiel absolvierten, … zeigten aber deutlich, daß … Kertesz ganze Arbeit geleistet hat. Das verständnisvolle, flache Spiel … verdient besondere Anerkennung.“
Über Ostern 1924 gastierten Juventus Turin und (siehe oben) Makkabi Brünn am Kreuzweg, wobei es gegen Brünn ein deutliches 0:3 gab. Gegen Turin hingegen gewann Union 03 mit 2:1.

### Ligenzugehörigkeit, Platzierungen und andere Wettbewerbe

#### Erstligajahre
Bis 1936 gehörte Union 03 praktisch durchgehend zu den Spitzenklubs im Großraum Hamburg.
| Zeitraum  | Ligabezeichnung (beteiligte Regionen)                             | Beste Platzierung (Spielzeit/en)                                                | Besser platzierte Konkurrenten                                                                      |
| --------- | ----------------------------------------------------------------- | ------------------------------------------------------------------------------- | --------------------------------------------------------------------------------------------------- |
| 1905–1913 | A-Klasse (Hamburg und Altona)                                     | 4. (1907) 4. (1911)                                                             | Victoria, Altona 93, Hamburger FC 88 Altona 93, Victoria, ETV                                       |
| 1913/14   | Nordliga (Norddeutschland)                                        | 9. (Vorletzter)                                                                 | 1. Altona 93, 2. Holstein Kiel, 3. Hannover 96                                                      |
| 1914–1919 | A-Klasse (Hamburg und Altona)                                     | 4. (1916) 4. (1917) 4. (1919)                                                   | St. Georg 95, Sperber, Altona 93 Altona 93, Victoria, St. Georg KSG Victoria/HSV 88, Altona 93, ETV |
| 1919/20   | Norddeutsche Liga, Gruppe Hamburg/Altona                          | 6.                                                                              | 1. Victoria, 2. HSV, 3. ETV                                                                         |
| 1920/21   | Norddt. Verbandsliga, Nordkreis (HH, Harburg, Schleswig-Holstein) | 4.                                                                              | HSV, Holstein Kiel, Altona 93                                                                       |
| 1921–1928 | Norddt. Liga, Elbekreis (HH, Altona, Kreis Pinneberg)             | 3. (1922) Meister (1923) Meister (1924) 2. (1925) 2. (1926) 2. (1927) 2. (1928) | ETV, Altona 93 --- Altona 93 St. Pauli Sport                                                        |
| 1928/29   | „Runde der Zehn“(a) (HH, Schleswig-Holstein)                      | 3.                                                                              | HSV, Holstein Kiel                                                                                  |
| 1929–1933 | Norddt. Oberliga, Gruppe Groß-Hamburg                             | 3. (1930) 2. (1931) 3. (1932) 3. (1933)                                         | HSV, SV Polizei Hamburg HSV HSV, Altona 93 Altona 93, HSV                                           |
| 1933–1936 | Gauliga Nordmark (HH, Schleswig-Holstein)                         | 6. (1934) 7. (1935) 9. (1936, Abstieg)                                          | 1. ETV, 2. HSV, 3. Holstein Kiel 1. ETV, 2. Victoria, 3. HSV                                        |
|           |                                                                   |                                                                                 | |
| 1945–1947 | Stadtliga Hamburg (Land Hamburg)                                  | 5. (1946) 8. (1947)                                                             | 1. HSV, 2. FC St. Pauli, 3. Altona 93 1. FC St. Pauli, 2. HSV, 3. Concordia                         |

(a) Diese „Runde der Zehn“ wurde 1928/29 von den neun erfolgreichsten Hamburger bzw. Altonaer Vereinen und Holstein Kiel „wild“ ausgetragen, nachdem der norddeutsche Fußballverband sich geweigert hatte, eine solche Leistungskonzentration selbst zu organisieren; die Bestplatzierten dieser Mannschaften durften aber ohne weitere Sanktionen für ihre Fußball-Revolution an der norddeutschen Endrunde teilnehmen. Im Jahr darauf benannte der NFV die regionalen Ligen in „Norddeutsche Oberliga“um; diese spielte aber bis 1933 weiterhin in getrennten Staffeln.

#### Zweitligajahre
Nach dem Abstieg aus der Gauliga (1936) – von 1939 bis 1941 in einer Kriegsspielgemeinschaft mit Rapid Bahrenfeld – und erneut nach Kriegsende von 1947 bis 1963 spielte Union 03 in der Verbandsliga (ab 1949 in Amateurliga umbenannt) Hamburg, die bis 1950 in zwei, ab dann in einer Gruppe organisiert war und in der auch Mannschaften aus den angrenzenden niedersächsischen und schleswig-holsteinischen Landkreisen antraten. 1949 erreichten die Altonaer den 3. Platz in der „Staffel Elbe“, 1951 gelang ihnen diese Platzierung – die aber nicht für die Aufstiegsrunde zur Oberliga ausreichte – auch in der eingleisigen Amateurliga; 1952, 1956, 1957 und 1959 schaffte Union 03 es jeweils noch auf den vierten Rang.
Dazwischen klopfte der Traditionsklub noch zweimal an die Pforte zur Erstklassigkeit: 1938 scheiterte er in der Aufstiegsrunde zur Gauliga Nordmark am VfR 07 Harburg und dem VfR Neumünster, 1958 belegte er in der Aufstiegsgruppe A zur Oberliga Nord hinter VfV Hildesheim, Heider SV und VfB Oldenburg dann nur den letzten Platz. Fünf Spielzeiten später, am Ende der Saison 1962/63, stand Union auf Rang 16 der Amateurliga Hamburg; dies bedeutete nach 58 Jahren Erst- bzw. Zweitklassigkeit den Abstieg in die dritthöchste Liga, aus der der Verein bis heute nicht mehr zurückgekehrt ist – im Gegenteil: zeitweise war er bis in die Bezirksklasse abgerutscht. 1966/67 und von 1970 bis 1974 spielte Union zumindest noch in der Landesliga, die zu jener Zeit Hamburgs höchste Amateurspielklasse war.

#### Pokalbeteiligung
Der Norddeutsche Fußballverband hatte 1924 einen Pokalwettbewerb ausgeschrieben, der sich allerdings keiner sonderlich großen Popularität erfreute und deswegen 1928 wieder eingestellt wurde. Teilnahmeberechtigt waren die damaligen Sieger der NFV-Kreise, zu denen Union 03 in den vier Austragungen nicht gehörte.

Auch im Tschammer- bzw. später dem DFB-Pokal machte der Klub nie überregional auf sich aufmerksam; das lag insbesondere daran, dass dieser Wettbewerb erst 1935 eingeführt wurde, als die Elf vom Kreuzweg ihre beste Zeit bereits hinter sich hatte. Und als er in der Bundesrepublik 1952/53 wiederbelebt wurde, waren die Unioner erneut nur noch zweitklassig, zumal von 1955 bis 1960 ohnehin nur die fünf regionalen Pokalsieger an der Hauptrunde teilnehmen durften. Wenn ein Verein aus Altona darin etwas beschickte, war es stets der Lokalrivale aus Bahrenfeld, der bis 1975 immerhin viermal mindestens das Achtelfinale erreichte.
Für Union blieb als größter Erfolg das mehrfache Erreichen der bis 1973/74 ausgetragenen Qualifikationsrunden auf norddeutscher Ebene: 1954/55 (1:0 gegen die Bramstedter Turnerschaft, 3:7 gegen Holstein Kiel) und 1962/63 (1:1 n. V. und 3:1 gegen den SV St. Georg, 0:5 beim VfL Wolfsburg) schaffte es der Klub bis in die zweite Runde; 1956/57 (0:2 gegen den FC St. Pauli) und 1969/70 (2:5 gegen Barmbek-Uhlenhorst) ereilte ihn das Aus schon in der ersten Qualifikationsrunde.

#### Teilnahme an der Amateurmeisterschaft
An der ersten Ausspielung der westdeutschen Amateurmeisterschaft (1950/51) nahm Union 03 als Hamburger Vertreter teil, unterlag darin aber bereits in der Vorrunde dem Heider SV mit 2:4.

## Handballerinnen
1925 entstand eine Handballabteilung, die von Anfang an fast ausschließlich durch Frauen geprägt war: das 1. Frauenteam stieg 1929 in die Stadtliga Hamburg, eine regionale Gruppe der seinerzeit höchsten Spielklasse im Feldhandball, auf. Erst zu dieser Zeit bildete sich bei Union 03 Altona auch eine Männermannschaft. Die Handballerinnen gehörten von etwa 1960 bis in die erste Hälfte der 1980er zu den stärksten Frauschaften im DHB.
Seit 1996 ist die Abteilung eine Spielgemeinschaft mit Hansa 10/11 und dem SV Polizei unter dem Namen SG Altona eingegangen; deren 1. Damenmannschaft tritt in der viertklassigen Oberliga an, wo sie auch in der Saison 2012/13 spielt.

### Ligazugehörigkeit und Erfolge
Nach dem Zweiten Weltkrieg entwickelten sich die Frauen des SC Union 03 Hamburg im Feld- und bald auch im Hallenhandball zu einem der stärksten Teams in Hamburg und seit Mitte der 1960er auch in der Bundesrepublik; etliche Handballspielerinnen kamen zu internationalen Einsätzen (siehe hierunter), ab 1965 auch bei Weltmeisterschaften. Ein früher Erfolg gelang den Mädchen des Vereins, die 1955 Hamburger Meister ihrer Altersgruppe wurden; aus dieser Feldhandballelf gingen die ersten der später besonders spielstarken Frauen hervor.
1968 gewann Union den norddeutschen Damen-Titel und wurde, nach Siegen über Grünweiß Frankfurt sowie den 1. FC Nürnberg, erstmals Deutscher Frauenmeister im Hallenhandball. Es war Unions Pech, dass in der Saison 1968/69 wegen der politischen Ereignisse in der Tschechoslowakei kein Europapokal ausgetragen wurde.
Neben den Nationalspielerinnen Klüß, Milter, Müller und Ziebert gehörten Becker, Bischoff, Debald, Kersten, Sorge, Stoffers, Vandre und Zylla zum erfolgreichen Kader von Trainer Wolfgang Lass.
Im Jahr darauf scheiterte man als norddeutscher Meister in der deutschen Endrunde nach zweimaliger Spielverlängerung an den Nürnberger Finalgegnerinnen der Vorsaison. 1972 allerdings kam Union 03 erneut bis ins deutsche Endspiel und sicherte sich nach einem 11:7-Sieg gegen Rekordmeister TSV Bayer 04 Leverkusen zum zweiten Mal den nationalen Titel. Diesmal traten die Frauen auch im europäischen Meisterwettbewerb an; das Los bescherte ihnen mit dem jugoslawischen Titelgewinner – Teams aus dem Ostblock beherrschten seinerzeit den europäischen Handball und Jugoslawien wurde 1973 Frauenweltmeister – allerdings gleich zum Auftakt einen besonders „dicken Brocken“: gegen Radnički Belgrad schieden sie nach zwei deftigen Niederlagen aus. Unions Frauen wurden dennoch 1972 zur deutschen Handballmannschaft des Jahres gewählt.
Von 1976 bis 1983 gehörten die Handballerinnen der damals noch nicht eingleisigen Frauenbundesliga an. Nach ihrem Abstieg spielten sie noch bis 1990 in der Regionalliga, der zweithöchsten Spielklasse.

### Bekannte Spielerinnen
Unions erste deutsche Nationalspielerin wurde 1960 Edda Dose (verh. Klüver); ihr folgten Sigrid Müller (25 Länderspiele, 22 Tore), die 1963 als 17-jährige und seinerzeit jüngste Nationalspielerin debütierte, Christa Milter (35 Länderspiele, 50 Treffer), Dörte Klüß (verh. Sass), Sybille Tanck, Dagmar Ziebert, Irene Herchenbach und andere.
Dörte Klüß wechselte 1961, noch als Jugendliche, von Victoria zu Union; ab 1963 kam sie in der Ligamannschaft zum Einsatz, zu deren bestimmender Spielerin sie bald wurde. 1967 wurde sie erstmals in die Nationalauswahl berufen – bei diesem Spiel gegen Jugoslawien trugen insgesamt sechs Unionerinnen den deutschen Dress. Mit 40 A-Länderspielen, zwei WM-Teilnahmen (1971 und 1975) und zwei Vereinsmeistertiteln – außer ihr waren nur Christa Milter und Dagmar Ziebert in beiden siegreichen Finals dabei – war sie zweifellos die erfolgreichste Altonaer Handballerin aller Zeiten. Bis 1978 spielte sie zudem in der Handball-Bundesliga. Sie war, wie alle Unionerinnen, ein Amateur reinsten Wassers: „1968 haben wir übrigens das erste Mal etwas vom Verein bekommen: Jede Spielerin ein Paar von Uwe Seeler gesponserte Turnschuhe. Erst später in der Bundesliga wurden die Reisekosten vom Verein übernommen.“ 2012 berichtete der NDR-Sportclub über Gisela Straube, Mitglied des 1968er-Meisterteams, die noch im Alter von 72 Jahren in der Kreisligamannschaft der SG Glinde/Reinbek regelmäßig ihre Frau steht.

## Sonstiges
Es gibt heute neben Fußball für Männer und Frauen (Letztere spielen derzeit in der Landesliga und nennen sich „die Unionitas“) noch eine bereits 1913 gegründete „Lawn-Tennis“-Abteilung, zudem wird Beachvolleyball und Kegeln betrieben. Die Hockeyabteilung im SC Union 03 umfasst keine aktiven Sportler mehr. Mit der Schaffung einer „Rasentennisabteilung“ wollte der Verein die Ausübung dieses als elitär geltenden Sports breiteren Bevölkerungsschichten in der damals sehr dicht besiedelten Arbeiterstadt Altona ermöglichen. Während der Weimarer Republik existierten auch noch eine Leichtathletik-, eine Wassersport- (der Klub besaß mehr als zwei Dutzend Boote) und eine Gesangsabteilung. Nach dem Zweiten Weltkrieg wurde bei Union 03 auch Rugby gespielt.
Mit Martina Keller spielt in den 2020er Jahren eine über 60-Jährige für das erste Frauenfußballteam. In der jüngeren Gegenwart war mit dem gebürtigen Altonaer Harald Stender viele Jahre lang der Oberliga-Rekordspieler des FC St. Pauli Vorsitzender des Ehrenrates von Union 03, obwohl er nie für die Elf vom Kreuzweg gespielt hatte.